# El año pasado en Marienbad
El año pasado en Marienbad (en francés L'Année dernière à Marienbad) es una película francesa de 1961 dirigida por Alain Resnais, protagonizada por Delphine Seyrig, Giorgio Albertazzi y Sacha Pitoeff. El guion, influido por la novela La invención de Morel, del escritor argentino Adolfo Bioy Casares, fue creación del impulsor del nouveau roman Alain Robbe-Grillet.
La película es famosa por la ambigüedad de su estructura narrativa, que ha desconcertado y dividido mucho las críticas. La dimensión onírica y la confusión entre realidad e ilusión han inspirado posteriormente a muchos realizadores. Obtuvo cinco nominaciones, incluida una para los Premios Óscar al mejor guion para Robbe-Grillet, y dos galardones que incluyen el Premio Méliès de la crítica francesa y el León de Oro del Festival de Venecia (ambos en 1961).

## Sinopsis
En una reunión social que se celebra en un château un hombre se aproxima a una mujer. El hombre sostiene que se han encontrado el año pasado en Marienbad y está convencido de que ella lo está esperando allí. La mujer insiste en que nunca se han conocido. Un segundo hombre quien, al parecer, es el esposo de la mujer, muestra varias veces que domina al primer hombre (humillándolo incluso al ganarle repetidamente al Nim). Mediante flashbacks ambiguos y cambios fuera de contexto, de tiempo y lugar, la película explora las relaciones entre los personajes. Las conversaciones y los eventos se repiten en distintos sitios en el château y sus jardines, y hay numerosas vistas de los corredores del château, mientras los personajes mantienen ambiguas conversaciones. Sin embargo los personajes no poseen nombres propios; en el cartel de la película, la mujer aparece como A, el primer hombre es X y el hombre que parece ser su esposo es M.

## Reparto
- Delphine Seyrig - A, la mujer morena
- Giorgio Albertazzi - X, el hombre con acento italiano
- Sacha Pitoëff - M, el jugador empedernido, probablemente el esposo de A
- Françoise Bertin - un personaje del hotel
- Luce Garcia-Ville - un personaje del hotel
- Héléna Kornel - un personaje del hotel
- Françoise Spira - un personaje del hotel
- Pierre Barbaud - un personaje del hotel
- Wilhelm von Deek - un personaje del hotel
- Jean Lanier - un personaje del hotel
- Gérard Lorin - un personaje del hotel
- Davide Montemuri - un personaje del hotel
- Gilles Quéant - un personaje del hotel
- Karin Toeche-Mittler
- Gabriel Werner

## Rodaje
Las localizaciones del rodaje principales fueron en Baviera, en el Antiquarium de Múnich, en los palacios de Nymphenburg y de Amalienburg y en el parque del palacio de Schleissheim. También se realizaron tomas en estudio de París.

## Recepción
La valoración entre la crítica profesional es muy positiva y la película también obtuvo buenas valoraciones entre los usuarios de los portales de información cinematográfica. En IMDb, con 22.657 votos, tiene una media ponderada de 7,7 sobre 10. En FilmAffinity, además de estar incluida en los listados de "Mejores películas francesas de todos los tiempos" (86.ª posición) y "Mejores películas de intriga" (104.ª posición), tiene una valoración media de 7,4 sobre 10, con 4.969 votos. En el agregador de críticas Rotten Tomatoes posee una calificación de "fresco", con un 94% de aprobación de 54 críticas profesionales, cuyo consenso indica: "Elegantemente enigmática y onírica, esta obra de cine esencial presenta una cinematografía exquisita y una exploración de la narrativa aún revisada por los cineastas de hoy"; en el mismo sitio web tiene un 85% de aprobación con base en más de 5.000 valoraciones de los usuarios.

## Influencia en la cultura popular
El impacto de la película dirigida por Resnais sobre otros cineastas ha sido ampliamente reconocido y variadamente ilustrado, extendiéndose desde directores franceses, como Agnès Varda, Marguerite Duras y Jacques Rivette, hasta figuras internacionales como Ingmar Bergman y Federico Fellini. El resplandor (1980), de Stanley Kubrick, e Inland Empire (2006), de David Lynch, son dos películas citadas con particular frecuencia como ejemplos de la influencia del filme de Resnais.
Peter Greenaway indicó que El año pasado en Marienbad había sido la influencia más importante en su propio cine (y él mismo estableció una estrecha relación de trabajo con su director de fotografía, Sacha Vierny).
El estilo visual de la película ha sido imitado en muchos anuncios de televisión y en la fotografía de moda.
La película es la inspiración para el videoclip de la canción «To the End» de la banda británica Blur. En el videoclip se reproduce el estilo de cinematografía y edición de la película, y se muestran numerosas escenas presentes en la misma. Aparecen enigmáticos subtítulos y el grupo toma el lugar de los personajes de la película: Damon Albarn interpreta a "X" y Graham Coxon es "M", ambos involucrados en un triángulo amoroso con una misteriosa mujer.
Después del estreno de la película dirigida por Christopher Nolan Inception, en 2010, muchos apuntaban similitudes entre El año pasado en Marienbad y la película de Nolan. Inception, de hecho, presenta una estructura narrativa que juega con la percepción del espectador de la realidad. En una entrevista, Nolan declaró que no había visto la película de Resnais antes de la realización de Inception.

"Todo el mundo me acusó de copiar la película, pero en realidad nunca había llegado a verla. La vi y pensé: 'Oh, vaya. Hay fragmentos de Inception que la gente va a pensar que he copiado directamente de El año pasado en Marienbad'. (…) [Lo que esto significa es que] copié las películas que copiaron a El año pasado en Marienbad, sin haber visto la original. Realmente es en este momento una fuente de ideas sobre la relación entre el sueño y la memoria y así sucesivamente, que es de lo que verdaderamente trata Inception. Pero nosotros tenemos muchas más explosiones."
Christopher Nolan (entrevista en The New York Times, 30 de junio de 2010) 

## Premios
- Premio Méliès en 1961.
- León de Oro en Festival Internacional de Cine de Venecia en 1961.